# Pitemål
Pitemål eller pitebondska (peitmåle, båonshka) är en norrländsk dialektgrupp med kärnområde i den medeltida Piteå socken i den södra delen av landskapet Norrbotten (motsvarande nuvarande Piteå och Älvsbyns kommuner). Längs Pite älvdal talas det även pitemål i Lappland (delar av nuvarande Arvidsjaurs och Jokkmokks kommuner). Pitemålet gränsar i norr till lulemålen, i söder till det nordvästerbottniska skelleftemålet och i väster till nybyggarmålet i Arjeplog.

## Status och variation
Det traditionella pitemålet är alltjämt livskraftigt, men har sedan 1900-talet genomgått utjämning till förmån för rikssvenskan.  Som resultat av stigmatiseringen av dialektbruk i hela landet slutade många föräldrar att uppfostra sina barn med traditionell dialekt, varpå målet började tappa mark. Antalet talare som behärskar målet är för närvarande oklart. Pitemålet har dock visat sig vara seglivat, och jämfört med många av dialekterna i närområdet har det fortfarande en relativt säker ställning. Många unga talar fortfarande pitemål i någon mån, och lokala artister håller dialekten vid liv genom sånger och revyer. 2014 bildades Pitemålsakademin i syfte att "vårda och bevara pitemålet som immateriellt kulturarv, samt främja, utveckla och sprida kännedom och kunskap om dialekten".

### Regional rikssvenska
Begreppet "pitemål" används i artikeln framför allt för att beskriva den traditionella dialekten (i folkmun "bondskan"), som i första hand talas på landsbygden. I äldre tider har man talat om ett "pite stadsmål" i motsättning till "pite bondmål", där stadsmålet har byggt på samma grundstomme som bondmålet men också innehållit egna, oftast mer riksspråkliga drag för att underlätta kommunikation i handeln. Stadsmålet har kallats pitefint, en term som fortfarande används om dagens stadsdialekt. Den regionala rikssvenskan i Piteå och Älvsbyn är en nordnorrländsk variant som typiskt har främre rullat r-ljud, främre sje-ljud, och inte sällan tjockt l. Negationen är vanligen it ('inte'), pronomenet 'det' ofta hä och adverbet 'var' heter vanligen vars (traditionellt uttal: wors/vors). För bygden typiska demonstrativpronomen som haina, hoina, häina och söina brukas flitigt även på pitefint. Andra drag är tendenser till kortstavigt uttal i ord som 'bara', 'vara' eller 'göra', till ett mer främre långt a-ljud [äː]
 ( lyssna) och till efterledsbetoning i vissa sammansättningar. Många ord dras ur pitemålets ordförråd såsom gode 'ganska, rätt så', traditionellt uttal: gåode/gaode), fjälla 'flickvän', läid 'fånig, ful', eller kraftutrycket jävlat.

### Dialektal variation
Det traditionella målet, som det talas inom gamla Piteå storsocken, kan beskrivas som relativt enhetligt. Karl-Hampus Dahlstedt fann de största skillnaderna först och främst mellan stad och landsbygd, och mellan kustbyarna och inlandet. Målet i Arvidsjaurs socken innehåller drag från skelleftemålet. De mest ålderdomliga målformerna fann Dahlstedt i mer avlägsna inlandsbyar, som med bland annat systematisk kasusböjning, konsonantförmjukning och vokalnasalering ger uttryck för ett äldre skikt i pitemålet. Skillnader i ljudbilden mellan kust och inland är bland annat uttalet av diftongen ur äldre långt ō, där uttalet åo ofta motsvaras av ao i Markbygden och Älvsbyn. Vidare tenderar inlandsmålen i större utsträckning till i-vokal i ändelser, så att kustuttalet ga:pe, 'gapet' och kas`te, 'kastade' kan motsvaras av ga:pi och kas`ti inåt landet. Lokala ord, uttryck och övriga uttalsaspekter kan emellertid skilja på byanivå.

## Språkdrag

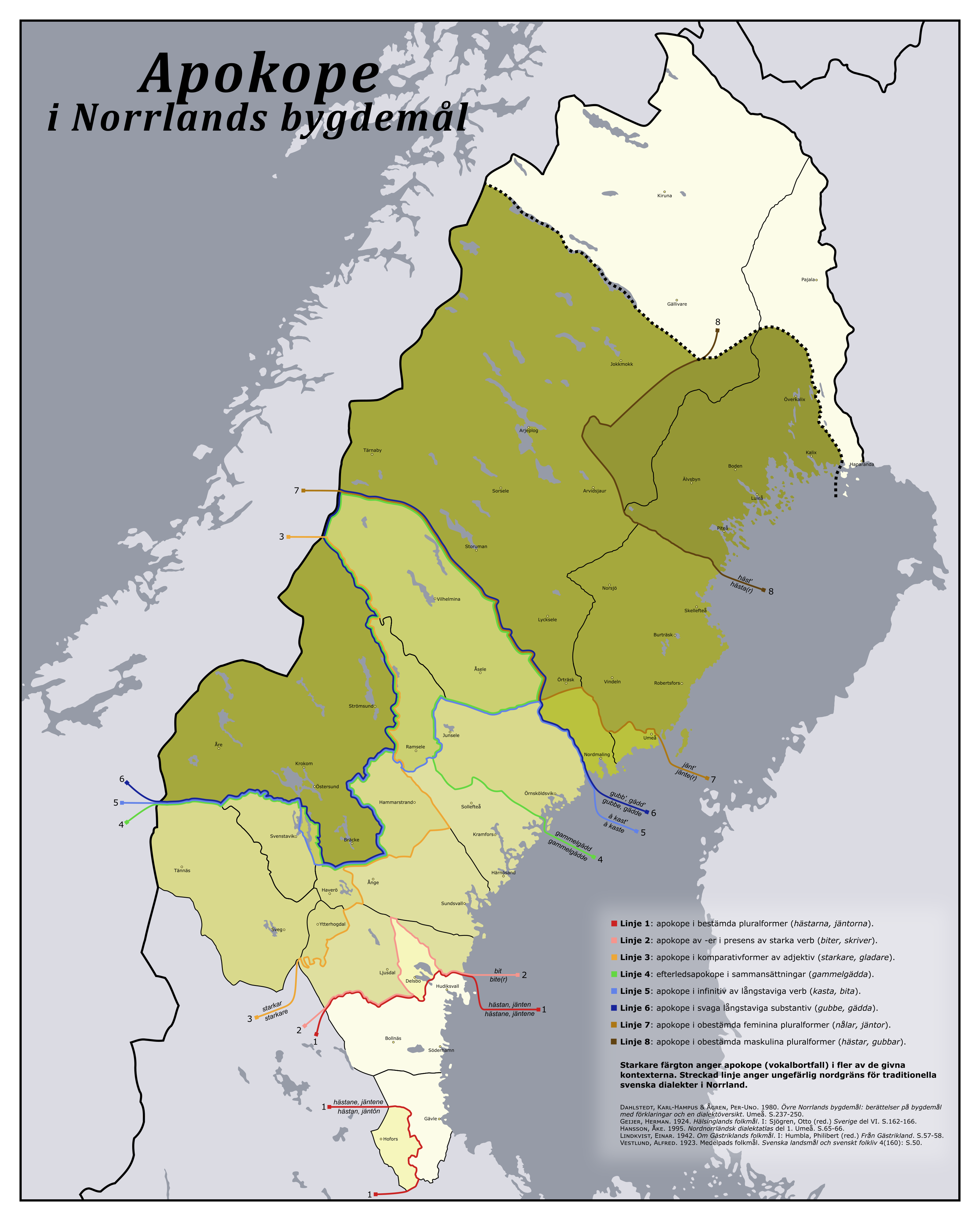
Karta över apokope (ändelsebortfall) i norrländska dialekter. Pitemålsområdet är utmärkt tillsammans med de andra norrbottensmålen i mörkgrönt, som ett av områdena med jämförelsevis mest ändelsebortfall.

### Vokalbalans och apokope
Såsom de flesta övriga norrländska dialekter kännetecknas pitemålet av vokalbalans. Kort sagt betyder det att man på dialekten genomgående skiljer mellan ord som hade lång respektive kort rotstavelse på fornnordiskan. På pitemålet har orden med kort rotstavelse bevarat sitt uttalsmönster och målet skiljer fortfarande fonematiskt mellan kort och lång stavelse. Ord som 'baka' och 'saga' uttalas exempelvis med kort vokal och kort konsonant: bå`ka och sö`go. I allmänhet är denna snabba språkrytm kännetecknande för målet i förhållande till dess granndialekter. Orden med gammal lång rotstavelse har däremot genomgått apokope och tappat sina ändelsevokaler, men samtidigt behållit den grava accenten. Detta gör att de alltjämt uttalas med två tontoppar, ett drag som brukar kallas cirkumflex accent. Ord som 'kasta' och 'gädda' blir därmed ka`ast respektive djä`ädd med denna accenttyp. 
Sådana långstaviga ord som har eller tidigare har haft en konsonant på slutet blir emellertid inte apokoperade, där har slutkonsonanten skyddat vokalen från att försvinna helt. Alla konsonanter förutom r har haft denna skyddande egenskap under utvecklingen av dialekten. I dessa ord blir slutvokalen istället reducerad. Eftersom apokopen och reduceringen inte påverkar de kortstaviga orden så får pitemålet följande motsättning mellan olika par av ändelser.
| Kort stavelse  | Lång stavelse      | Vokalbalans | Kommentar                                                                               |
| -------------- | ------------------ | ----------- | --------------------------------------------------------------------------------------- |
| bå`ka 'baka'   | ka`ast 'kasta'     | a ~ apokope | Gammal ändelse -a: ger -/a/ efter korta stavelser, apokope efter långa.                 |
| bå`ka 'bakade' | kas`te 'kastade'   | a ~ e       | Gammal ändelse -að(e): ger -/a/ efter korta stavelser, reduceras till -/e/ efter långa. |
| sö`go 'saga'   | djä`ädd 'gädda'    | o ~ apokope | Gammal ändelse -u: ger -/u/ efter korta stavelser, apokope efter långa.                 |
| tö`Lo 'tålig'  | håong`ra 'hungrig' | o ~ a       | Gammal ändelse -ug: ger -/u/ efter korta stavelser, reduceras till -/a/ efter långa.    |

## Språkljud

### Vokaler
| Förändring     | Fornnordiska | Pitemål | Svenska |
| -------------- | ------------ | ------- | ------- |
| ī → ei         | īs           | eis     | is      |
| ō → åo         | tōm          | tåom    | tom     |
| ū → eu         | hūs          | heus    | hus     |
| ȳ → oi         | bȳ           | boi     | by      |
| ei → äi        | heim         | häim    | hem     |
| øy → åi        | røyk         | råik    | rök     |
| au → öu        | gauk         | göuk    | gök     |
| aum, øym → öim | aum          | öim     | öm      |

De gamla fornnordiska diftongerna finns bevarade i ord som häim, 'hem', råik, 'rök' och göuk, 'gök' (hårt g), med viss lokal variation. I ord där åi- och öu-diftongerna står innan ett m blir uttalet i regel öi som i drö`im, 'drömma' och öim, 'öm'. Kännetecknande för pitemålet liksom för norrbottensmålen i allmänhet är utvecklingen av sekundära diftonger, framför allt av de gamla långa vokalerna ī, ō, ū och ȳ. Målet har diftonger i ord som eis, tåom, heus, och boi motsvarande svenska 'is', 'tom', 'hus' och 'by'. Även diftongeringar av gamla korta vokaler förekommer, framför n, ll och tj/dj (förmjukat k och g) som i veinter, 'vinter', fo`ill, 'fylla', tä`intj, 'tänka' och sto`ittj, 'stycke'. Uttalet och i viss mån benägenheten till att diftongera dessa vokaler varierar lokalt, för enkelhetens skull håller sig artikeln till en stavning vardera. Tabellen över diftongljuden nedan visar uttalen mer detaljerat.
| startvokal   | slutvokal   | slutvokal | slutvokal    | slutvokal | slutvokal    |
| startvokal   | främre      | främre    | främre       | främre    | bakre        |
| startvokal   | stigande    | stigande  | fallande     | fallande  | bakre        |
| ------------ | ----------- | --------- | ------------ | --------- | ------------ |
| sluten       |             |           | ui̯ 'boi'     |           |              |
| mellansluten | ɪ̯i~e̯i 'eis' | e̯ʉ 'heus' | ei̯~ɛi̯ 'häim' | øʏ̯ 'öim'  | ou̯~au̯ 'tåom' |
| mellanöppen  |             |           | ɔi̯ 'råik'    | œʉ̯ 'göuk' |              |

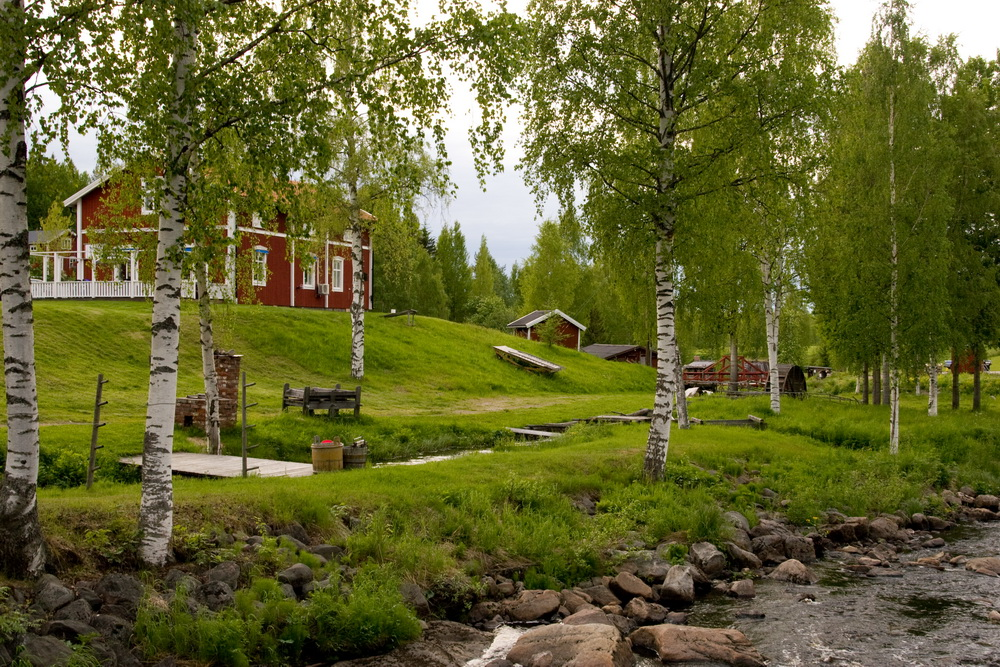
Pitebygdens kustland, bild från Svensbyn vid Infjärden.

Det gamla långa ā-ljudet motsvaras oftast i pitebygden av ett långt öppet å [ɔː]
 ( lyssna). Det uttalas däremot som ett a-ljud framför n, varför ord som 'båt' och 'lån' uttalas med olika vokaler. Det heter bå:t och la:n på pitemål. Det långa a-ljudet är på pitemål nära, om inte identiskt med det korta a-ljudet i kvalitet, ofta [äː]
 ( lyssna). Gammalt kort a motsvaras oftast antingen av ett a- eller å-ljud. Ett äldre a övergår till å när det står innan l, så att ord som 'allt' och 'kalv' motsvaras av ållt och kåLv. Övergång av a till å inträffar också när ytterligare ett a-ljud möter i nästa stavelse, förutsatt att stavelsen är kort. Detta kallas tilljämning och är utpräglat bland målen i Norrbotten. Det påträffas i många verb som 'vara' och i svaga substantiv som 'spade', dessa ord får uttalen vå`ra och spå`da. Enligt samma tilljämning övergår a också till ö eller û (i lokal variation) när det möter ett o i nästa stavelse, detta ger sö`go, 'saga', och tröno, 'trana'. På pitemål uttalas ett fornspråkligt kort o vanligen med å-ljud [ɔ], medan gammalt kort u uttalas med ett slutet o-ljud (vanligen [ʊ] eller [u]). Innan konsonantförbindelsen ng diftongeras emellertid vokalen till åo istället. Exempelvis får orden 'folk', 'golv', och 'tung' uttalen fåLk, goLv och tåong. Vokaler som står innan äldre ld förlängs så att ord som 'kväll' och 'kall' får uttalen kwe:l  och kå:l.
De fornspråkliga långa ē- och ǣ-vokalerna har till stor del sammanfallit och resulterar i ett långt e-ljud i kne:, 'knä' och he:L, 'häl'. I andra fall bryts gamla långa ē till je, som i jett, 'lätt' eller sjett, 'slät'. Fornspråkligt kort i-ljud har med vissa undantag sänkts till e i korta stavelser, men hållits som ett i i långa. Det heter ve`ko, 'vecka' och vel, 'vill', men fisk, 'fisk'. Kort y öppnas till ett öppet ö- eller û-ljud ([ɵ]
 ( lyssna) som i rikssvenska 'skutt') med lokal variation. Ord som 'synd' och 'yxa' blir således sönd/sûnd och ö`öx/û`ûx. I ord som 'bryta' och 'flyta', där rikssvenska har y-vokal, möter istället ett långt u på pitemålet, breu`t, och fLe`ut (äldre fornsvenska brjūta, fljūta). Dessa utvecklingar, kombinerat med det faktum att det långa y-ljudet i sin tur diftongeras till oi [ui̯], innebär att pitemålet traditionellt inte besitter någon y-vokal.

### Konsonanter

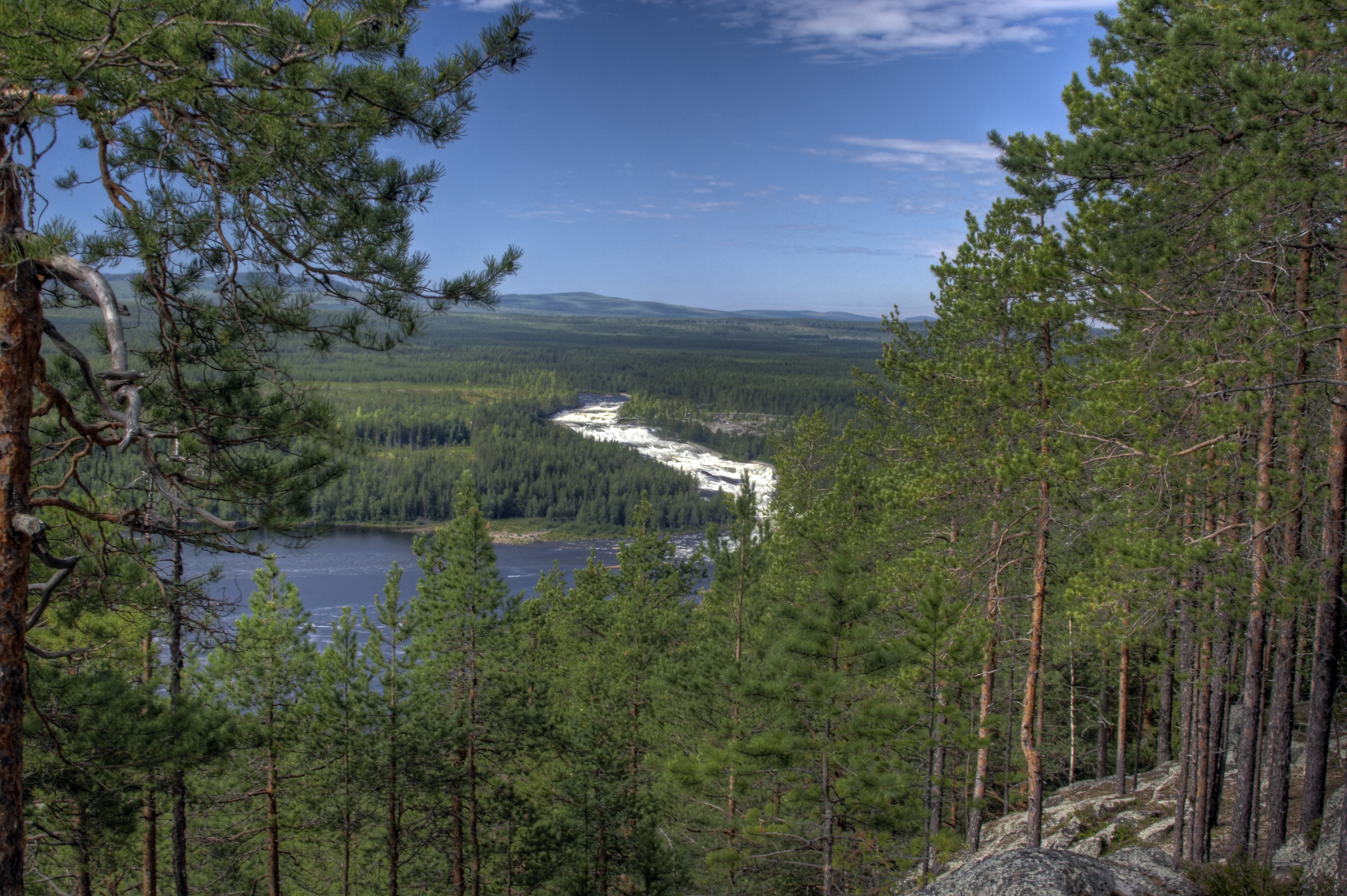
I inlandet talas pitemålet längs älvdalen, bild på Storforsen utanför Älvsbyn.

Pitemålet har främre rullat r-ljud, och tjockt l-ljud efter både fornspråkligt l och rð (rdh) så att ha:L, 'hård' och hoL, 'hål' får samma slutkonsonant. Tunt l-ljud uttalas i början av ord, när l:et är långt (historiskt ll eller ld), samt när det står efter en äldre i-vokal. Det förekommer även traditionellt ett tonlöst uttalat l [ɬ]
 ( lyssna) för äldre sekvenser -tl- eller -dl- i ord som ne`hl, 'nässla' och rein`hl (ett slags såll), dessa uttal är dock ovanliga idag och ersätts vanligen med sl eller shl. Sje-ljudet uttalas allmänt som främre [ʂ] när det kommer av sj och rs. Däremot skiljer man mellan detta ljud och konsonantkombinationerna skj, stj och sk, som istället uttalas som ett s följt av tj-ljud [st͡ɕ]. Ord som sjö, 'sjö' och stjä`ärn, 'stjärna' uttalas därmed med olika sje-ljud. Uttalet av s blir retroflext när det står innan ett v eller l, samt efter ett n och l. Det uttalas då med ett retroflext s [ʂ] som i "fors". Uttalet av dessa konsonantkombinationer kan demonstreras med ord som shwåll, ungf. 'strunt', shle`ut, 'sluta', feinnsh, 'finns' och håsh, 'hals'.
Uttalet av k och g innan främre vokaler blir förmjukat; de uttalas med affrikator så att k har ett hörbart t-förslag [t͡ɕ]
 ( lyssna) i tjö`örk, 'kyrka', medan g uttalas med ett ljud [d͡ʑ]
 ( lyssna) som i djä`ra, 'göra'. Detta uttal innefattar även historiskt dj i ord som 'djur' och 'djup', som uttalas med hörbart d på pitemålet. Liksom andra norrländska dialekter har pitemålet norrländsk förmjukning, vilket innebär att k och g inte bara förmjukas i början av ord utan även mitt i dem, om de följs av främre vokaler. Typexemplet på detta är uttalet av ordet för 'mycket', mö`tje eller mû`tje. Förmjukningen tillämpas även i bestämda former av maskuliner som slutar på k och g, till exempel påik men påtjen, 'pojken', skåog men skåojen, 'skogen' och vägg men väddjen, 'väggen'. Förmjukningen har dock varit på tillbakagång i stora delar av Norrland och följs inte längre lika systematiskt av pitemålstalarna som man en gång har gjort.
Ett antal gamla konsonantförbindelser bevaras traditionellt på pitemålet, dessa inkluderar nd, ng, mb, rg, och lg. Det heter således hand 'hand' (till skillnad från hann söderut) stangg, 'stång', kamb 'kam', bärg, 'berg' och häLg, 'helg', alla med hårt uttalade konsonanter. Liksom i omgivande dialekter skils initialt v- och hv- åt genom att äldre hv- uttalas som w. Det heter därmed exempelvis va`nder, 'vandra' och veinter, 'vinter' men wors, 'var', och wåmb, 'våm'. Äldre v bevarar dessutom sitt gamla uttal [w] efter konsonant, som i kwe:l, 'kväll', twi`vel, 'tvivla', eller dwe`ven, ungf. 'ruggig'.

## Grammatik

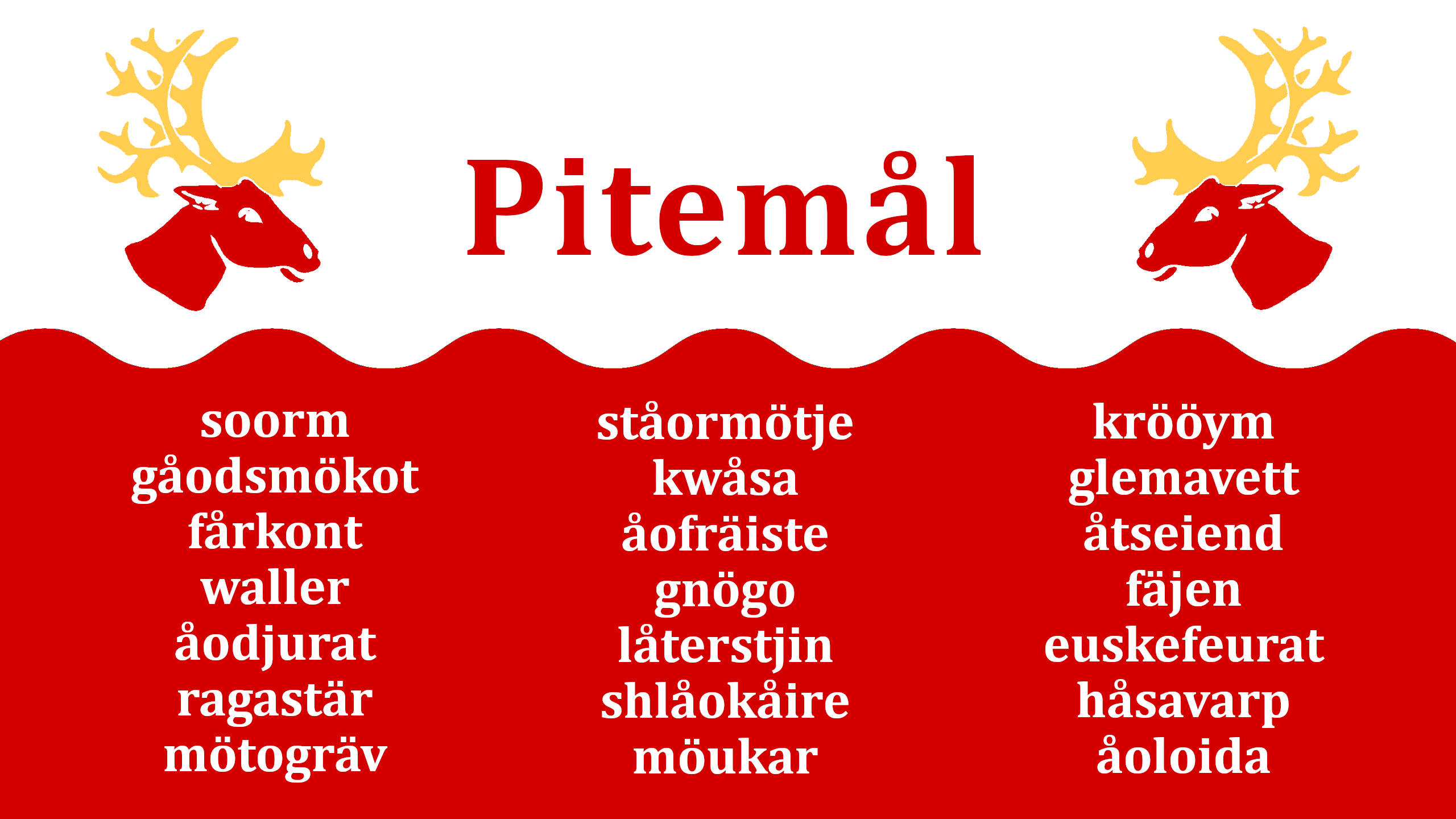
Tavla med ord på Pitemål.

### Substantiv
Pitemålet skiljer likt fornsvenskan mellan tre genus: maskulinum, femininum, och neutrum. Till exempel är substantiv som skåog, 'skog', warg, 'varg', och måga, 'mage' maskuliner, medan substantiv som båok, 'bok', kako, 'kaka' och bLå`om, 'blomma' är femininer och substantiv som heus, 'hus', be:r, 'bär' och vatn, 'vatten' är neutrer. Kasusböjningen i äldre pitemål skiljer mellan grundform, dativ och ett senare utvecklat vokativ (tilltalsform), där dativändelsen även kan användas som en sidoform för obestämd plural grundform i ett antal kontexter.
|                |       | Singular     | Singular | Plural        | Plural      |
|                | Genus | obest.       | best.    | obest.        | best.       |
| -------------- | ----- | ------------ | -------- | ------------- | ----------- |
| Nom.           | m.    |              | -n, -`nn | -Ø, -`a       | -`a, -`an   |
| Nom.           | f.    | -a, -`n      | -Ø, -`a  | -`(j)en, -`an |             |
| Nom.           | n.    | -e, -tt      | -Ø       | -a            |             |
| Dat. /sidoform | m.    | -(n)om, -jom | -`(j)om  | -`(j)om       |             |
| Dat. /sidoform | f.    | -n, -`en     | -`(j)om  | -`(j)om       |             |
| Dat. /sidoform | n.    | -`en         | -`(j)om  | -`(j)om       |             |
| Vok.           | m.    | -`e,         | -`e,     | -`e, `(j)om   | -`e, `(j)om |
| Vok.           | f.    | -`e,         | -`e,     | -`e, `(j)om   | -`e, `(j)om |
| Vok.           | n.    | -`e,         | -`e,     | -`e, `(j)om   | -`e, `(j)om |

### Pronomen

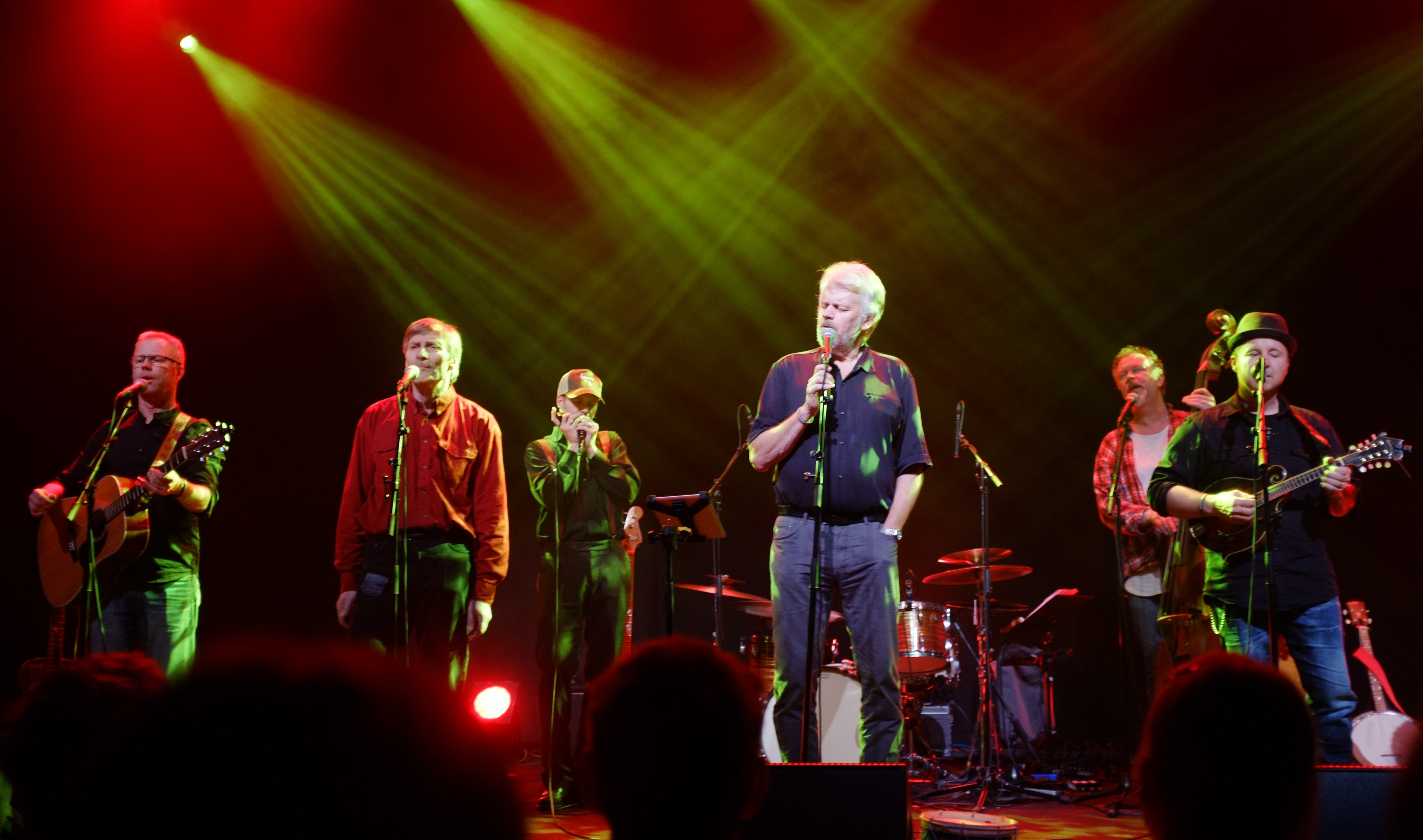
Artister och grupper som Euskefeurat har skrivit musik på pitemålet.

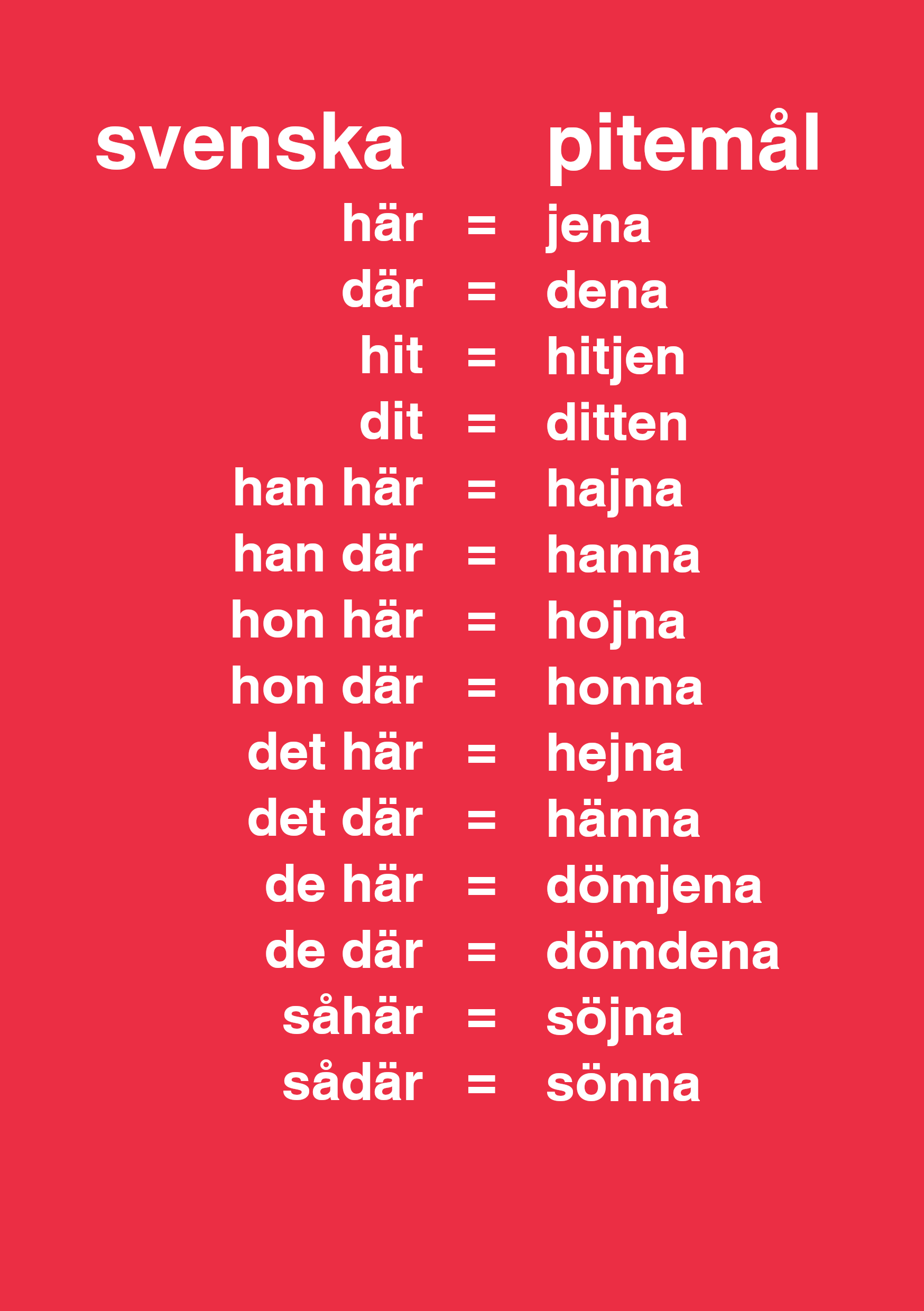
Vanliga demonstrativa pronomen på pitemål.

Uttalet av de personliga pronomenen ändras betydligt beroende på om de används i betonad eller obetonad ställning, framför allt gäller detta pronomenen för första och tredje person singular (dvs. 'jag', 'han', 'hon' och 'det'). I obetonad ställning antar de i regel enklitiska former som hakar på föregående ord och flyter ihop med dem genom att överta betoning och bitryck. Eftersom de svagtoniga formerna är så vanliga, bidrar de mycket till språkets flyt och prosodi. I tabellen nedan skrivs de betonade formerna först, följt av de obetonade och enklitiska formerna. Dativformerna är ålderdomliga idag. I de demonstrativa pronomenen i den undre tabellen kan det slutande a:et utelämnas för samtliga former. Substantivet står i bestämd form efter demonstrativpronomenet, hoin(a) bLåo`ma, 'denna blomma'. Det är emellertid också vanligt att använda sig av en konstruktion med substantivet i bestämd form följt av jena eller dena ('här' resp. 'där'),och istället säga exempelvis bLåo`ma jena med samma betydelse.
|          | Subjekt | Subjekt  | Objekt | Objekt   | Dativ         |
| Sv.      | Pi.     | Sv.      | Pi.    | Pi.      |               |
| -------- | ------- | -------- | ------ | -------- | ------------- |
| Singular | jag     | jeg i    | mig    | mäg mä   | mäg mä        |
| Singular | du      | deu dö   | dig    | däg dä   | däg dä        |
| Singular | han     | han n    | honom  | han n    | ha`nom om nom |
| Singular | hon     | hon a na | henne  | hon a na | he`nar        |
| Singular | det     | hä ä nä  | det    | hä ä nä  | do`i de       |
| Plural   | vi      | vä       | oss    | åss      | åss           |
| Plural   | ni      | jä       | er     | jä       | jä            |
| Plural   | de      | döm      | dem    | döm      | döm           |

|          |      | Närliggande        | Närliggande | Mer avlägset | Mer avlägset |
| Genus    | Sv.  | Pi.                | Sv.         | Pi.          |              |
| -------- | ---- | ------------------ | ----------- | ------------ | ------------ |
| Singular | m.   | han/den här, denna | haina       | han/den där  | hadena hanna |
| Singular | f.   | hon/den här, denna | hoina       | hon/den där  | hodena honna |
| Singular | n.   | det här, detta     | häina       | det där      | hädena hänna |
| Plural   | alla | de här, dessa      | döm`jena    | de där       | döm`dena     |

## Språkprov
Följande språkprov är tagna från berättelserna i Övre Norrlands bygdemål.
| Pitemål (Älvsbyn) | Där i var ti frammråoddom sku i försöök jätt-a, så hon sku böri gLeiid över, för hon var ju så lang hon, för hä hon var ståor. Män då veit du gåpa na så fanki, så-t då i ha löfti opp-a… å hä vart ju minder höggt för dooj, för hä hon gåpa. Så då hon då komm å gLeid åt båtom, då tåo-i undjefär ein å-n håLv tumm neåt båtståttjin. Där tåo neddrigapi. ”Neddriskåvan?” Jååo, neddriskåvan. För hav-a it gåpa så mötji hav-a glidi över, förstå du. Å som hä tåo öuti båtståttjin, så släfft kråotjin, så fåor-i rätt ne. Å då hogg gobben, så hä spröuti vattni. Då först! Härri gu, so arg i var! Å inti var-e för djäddn skull, för värdi oppå-na, män sei för at få-na opa landi...                                                                                                  |
| Svenska           | Där jag var i framrodden skulle jag försöka lätta henne (läs 'den') så hon skulle börja glida över. För hon var ju så lång, hon. För att hon var så stor. Men då vet du, gapade hon så mycket, så att när jag hade lyft upp henne… och det blev ju mindre högt för det, för att hon gapade. Så när hon då började glida mot båten, då tog jag ungefär en och en halv tum ner till båtstocken. Där tog det nedre gapet. ”Den nedre käken?” Jo, den nedre käken. För om hon inte hade gapat så mycket, hade hon glidit över förstår du. Och när det tog i båtstocken, så släppte kroken, också for jag rakt ner. Och då högg gubben, så att det sprutade vatten. Då först! Herre gud, så arg jag var! Och inte var det för gäddans skull, för värdet på henne, utan för att få henne på land... |

| Pitemål (Norrfjärden) | Opa gameLdågan seda hustrun hansj Så-Jobb haadd dött å bana haad fLugä ut ute väLa båådd en Så-Jobb riktit ålen. Ein sommar buugd e nojjdjft par en gåL åldeiles utvä gåLn hansj Så-Jobb å så fort döm haad gåLn kLar fLutt döm deit. En dag nåppä n Så-Jobb fiir leiter å snåttrom, å då lova grannfrun suult döm åt-n. Då n Så-Jobb haadd fått veta åt sultn var klar djik-n deit å hämtä-n. Å då n djik däda fååLd grannfrun vä-n ut opa bråon. En Så-Jobb var så gLad då n knåogä å över gåLspLan å bar sultburken ine famna, åt n kon et läta bLei snåo sä om å taack en gaang dell. Söina saa-n: ”åj vo du ändå var gullat som sultä snåttren jenna åt-mä”. Men bäst hä var snåva-n över n stoobb å föllt ne burken, som förstås djik e tusn beiit. Men se då vart-e sjlut vä grannåoLa. E ställe låtä-ne söina: ”StömbeL! Å e stömbeL ha du del kar, som et kan tåga bårt stobba opa marka!” |
| Svenska               | På gamla dagar, efter att Så-Jobbs hustru hade dött och barnen flugit ut i världen, bodde Så-Jobb riktigt ensam. En sommar byggde ett nygift par en gård alldeles intill Så-Jobbs gård, och så fort de hade gården klar så flyttade de dit. En dag plockade Så-Jobb fyra liter hjortron, och då lovade grannfrun att göra sylt av dem åt honom. När Så-Jobb hade fått veta att sylten var klar gick han dit och hämtade honom (läs 'den'). Och när han gick därifrån följde grannfrun med honom ut på farstubron. Så-Jobb var så glad när han gick iväg över gårdsplanen och bar syltburken i famnen, att han inte kunde låta bli att vända sig om och tacka en gång till. Såhär sa han: "Oj, vad du ändå var gullig som syltade dessa hjortron åt mig". Men plötsligt snavade han över en stubbe och tappade burken, som förstås gick i tusen bitar. Men se, då blev det slut på de vackra orden. Istället lät det såhär: "Usling! Och en usling har du till karl, som inte kan ta bort stubbarna ur marken!" |